# Unicanal

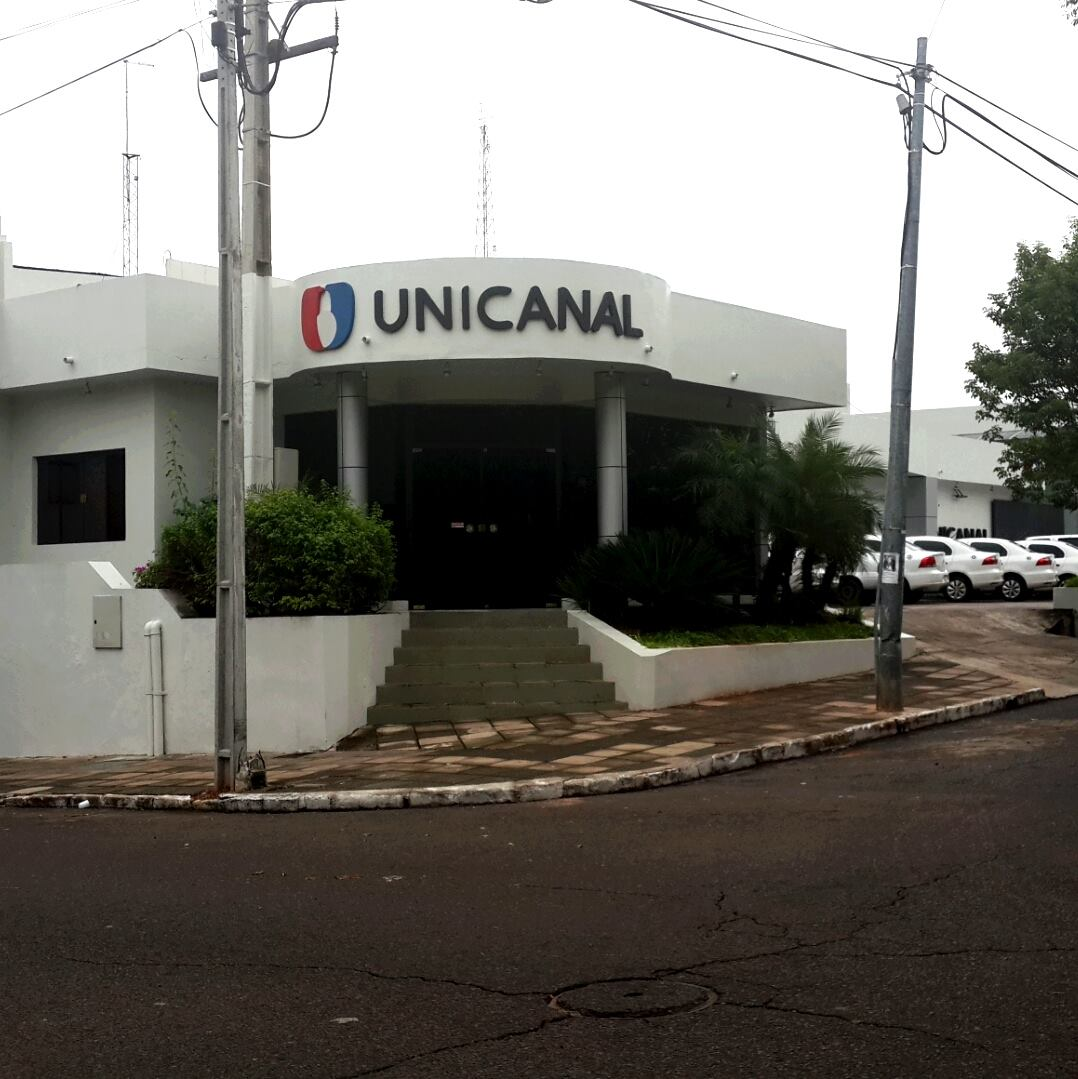
Studio central d'Unicanal à Asunción, la capitale du Paraguay. Photo de 2015.

Unicanal est une chaîne de télévision payante paraguayenne.